# Карстова лійка

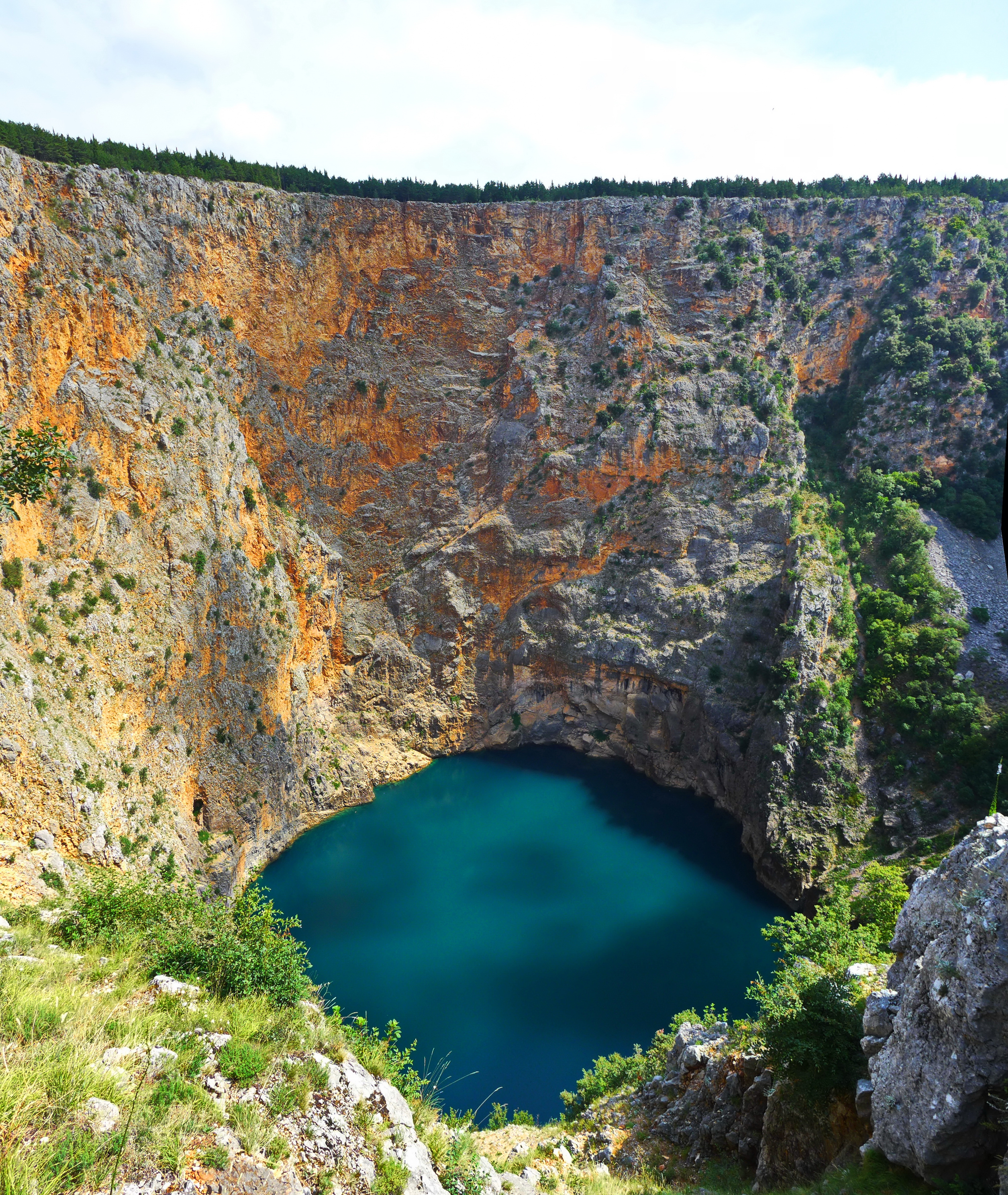
Червоне озеро в Хорватії, недалеко від міста Імотський. 2014

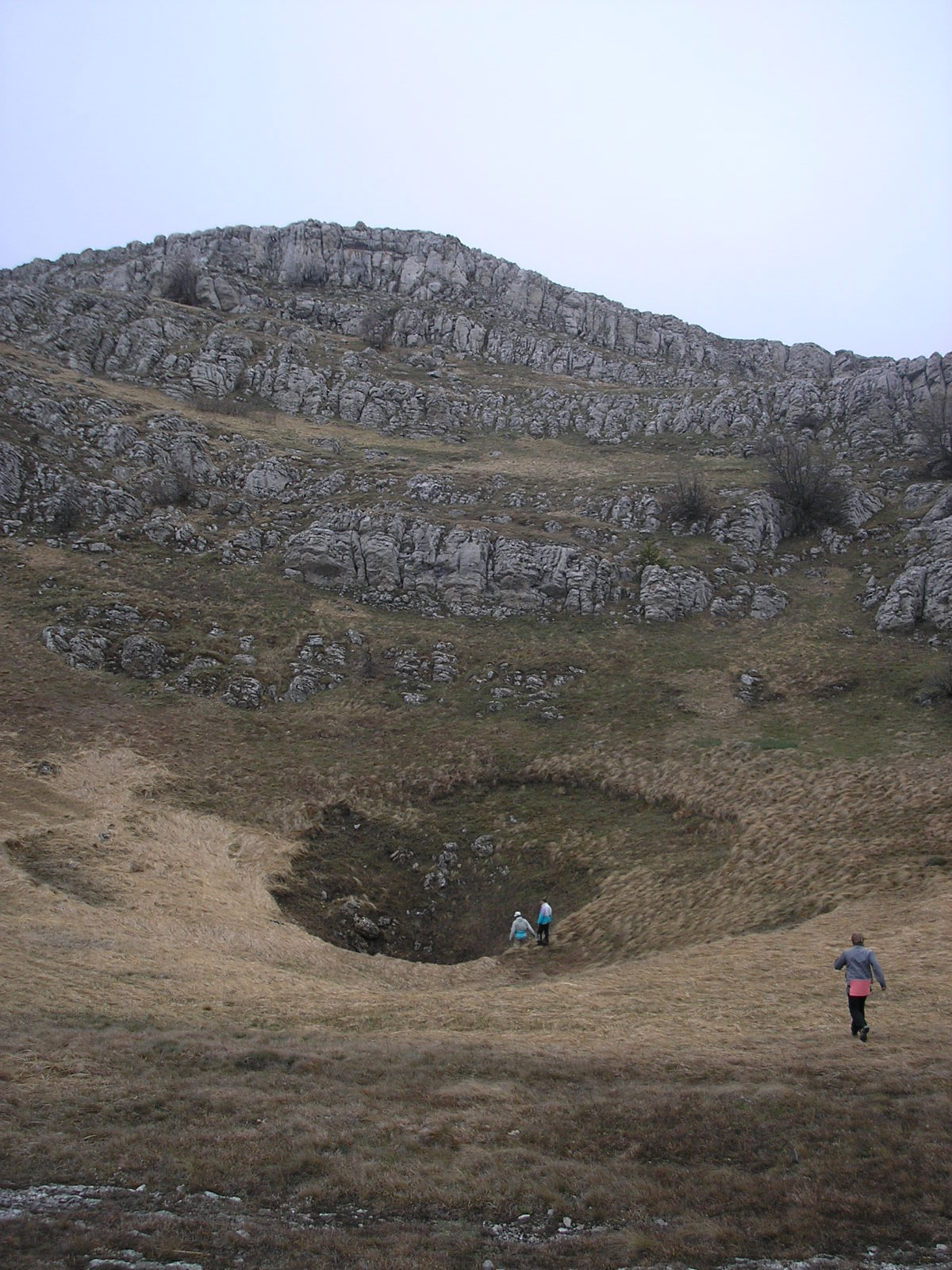
Карстова вирва. Україна. Крим. Бабуган-яйла.

Карстова лійка, також карстова вирва — карстова западина, яка утворилася внаслідок провалу склепіння підземної порожнини, що виникла при вилуговуванні гірських порід. Вивченням карстових вирв займається карстознавство.

## Характеристики

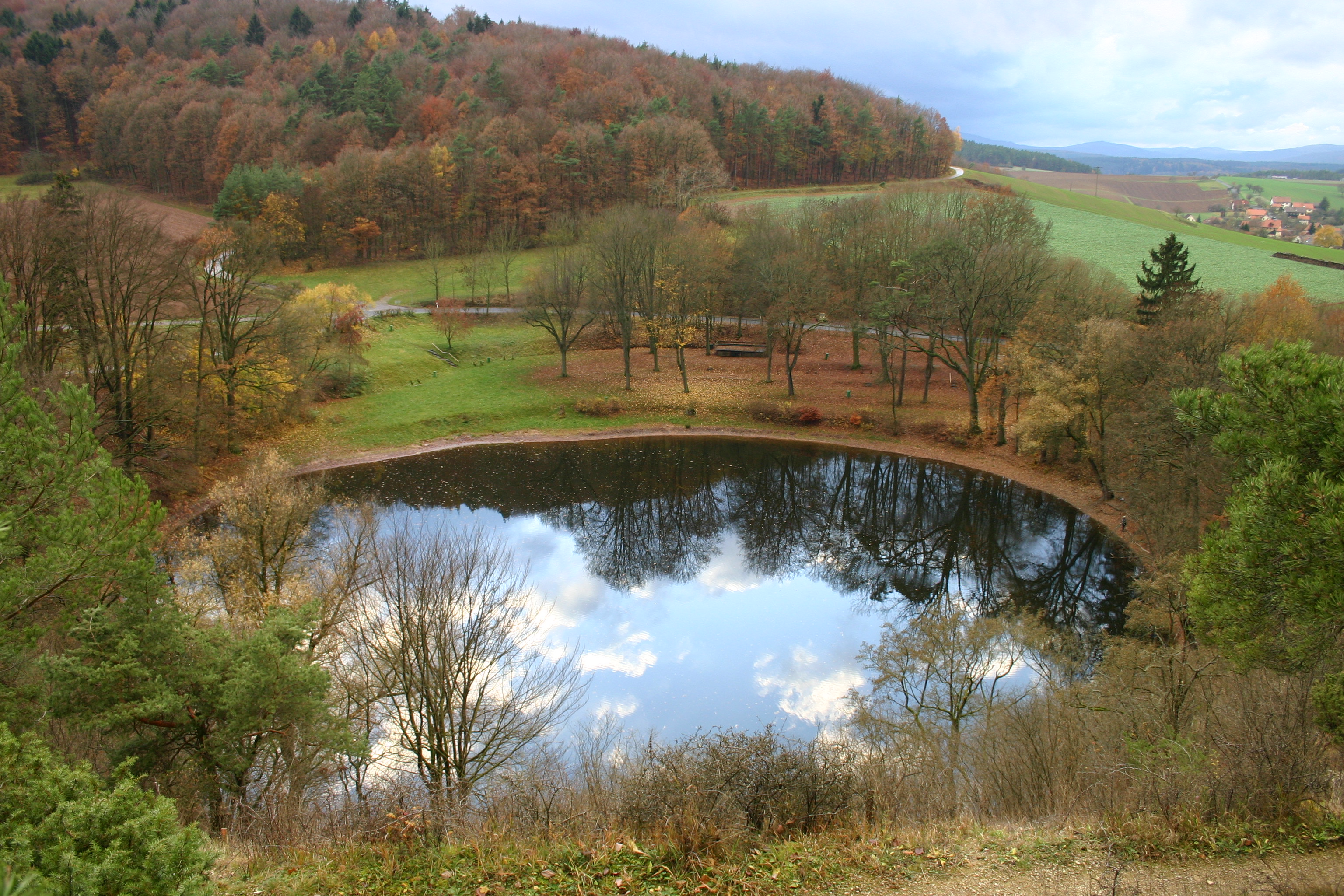
Карстова вирва поблизу міста Мельріхштадт у Баварії, Німеччина

Карстові вирви можуть мати різні розміри та форми: діаметр та глибину від метра до кількох сотень метрів, а форму від чашоподібних загли́бин до глибоких тріщин. Вони можуть утворюватися як поступово, так і раптово, і виникають у різних місцях усього світу. На дні або з боків карстових вирв часто утворюються входи до печер. Вирви також можуть закінчуватися внизу понорами і карстовими печерами.

## Карстові явища в Україні
Загалом карстові процеси розвиваються на 60 % території України. В Україні карст поширений у Карпатах, на Поділлі, Донбасі, в Криму. В деяких областях України рівень ураження карстовими процесами сягає 60-100 % території. При цьому характерними є явища карбонатного, сульфатного, соляного карсту. Особливу небезпеку викликають ділянки розвитку відкритого карсту (вирви, колодязі, провалля), що становить 27 % від всієї площі карстоутворення.

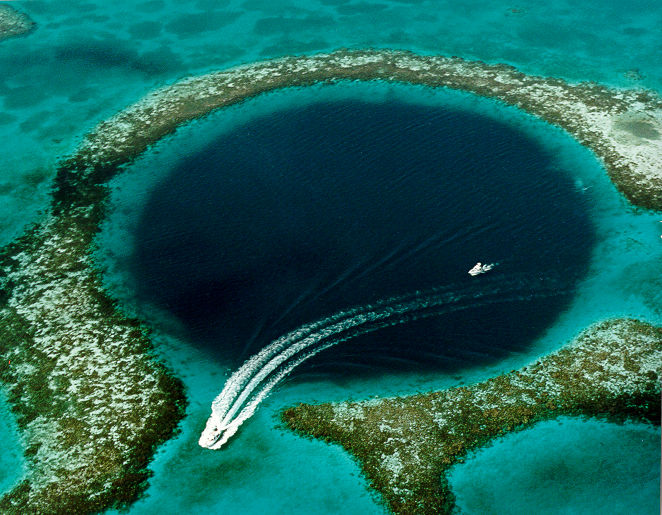
Велика синя діра біля узбережжя країни Беліз